# 1SWASP J093010.78 + 533859,5
1SWASP J093010.78 + 533859,5 — система п'яти зірок, розташована на відстані 250 світлових років від Землі в сузір'ї Великої Ведмедиці. Виявлена в рамках проекту СуперWASP (Ширококутний Пошук Планет), який включає в себе два роботизованих телескопа, розташованих на Канарських островах і в ПАР.
Система 1SWASP J093010.78 + 533859,5 складається з двох подвійних зірок, навколо однієї з яких обертається п'ята зірка. Дві подвійні зірки обертаються навколо загального центру мас на відстані 21 мільярдів кілометрів. Відстань між зірками першої системи критично мала — зовнішні шари світил зачіпають один одного.
Відстань між світилами в іншій подвійний зірці дорівнює приблизно п'яти мільйонам км, а навколо них обертається ще одне світило.
Всі п'ять зірок в системі 1SWASP J093010.78 + 533859,5 обертаються в одній і тій же площині. Найімовірніше це є свідченням родинних зв'язків між світилами — всі вони були сформовані з однієї газово-пилової туманності.